# British Home Championship 1966/67
Die British Home Championship 1966/67 war die 72. Auflage des im Round-Robin-System ausgetragenen Fußballwettbewerbs zwischen den vier britischen Nationalmannschaften von England, Nordirland (bis 1949/50 Irland), Schottland und Wales.
Der Wettbewerb bildete zusammen mit der nachfolgenden British Home Championship für die britischen Mannschaften gleichzeitig die Qualifikation zur Europameisterschaft 1968.
| Pl. | Nationalmannschaft | Sp. | S | U | N | Tore    | Punkte |
| --- | ------------------ | --- | - | - | - | ------- | ------ |
| 1.  | Schottland         | 3   | 2 | 1 | 0 | 006:400 | 05:10  |
| 2.  | England            | 3   | 2 | 0 | 1 | 009:400 | 04:20  |
| 3.  | Wales              | 3   | 0 | 2 | 1 | 002:600 | 02:40  |
| 4.  | Nordirland         | 3   | 0 | 1 | 2 | 001:400 | 01:50  |

|                                               |   |            |           |
| 22. Oktober 1966 in Belfast (Windsor Park)    |   |            |           |
| Nordirland                                    | – | England    | 0:2 (0:1) |
| 22. Oktober 1966 in Cardiff (Ninian Park)     |   |            |           |
| Wales                                         | – | Schottland | 1:1 (0:0) |
| 16. November 1966 in London (Wembley Stadium) |   |            |           |
| England                                       | – | Wales      | 5:1 (3:1) |
| 16. November 1966 in Glasgow (Hampden Park)   |   |            |           |
| Schottland                                    | – | Nordirland | 2:1 (2:1) |
| 12. April 1967 in Belfast (Windsor Park)      |   |            |           |
| Nordirland                                    | – | Wales      | 0:0       |
| 15. April 1967 in London (Wembley Stadium)    |   |            |           |
| England                                       | – | Schottland | 2:3 (0:1) |